# Кожна Тварина
«Кожна Тварина» — українська громадська організація, метою якої є поширення веґанства та захист прав тварин.

## Історія
Громадська організація «Кожна Тварина» була заснована 2019 року з метою популяризації веґанства та формування руху за права тварин. За час існування до організації доєдналися понад 100 активістів та активісток, було проведено 75 акцій, понад 50 освітніх подій та роздано понад 62 тисячі безплатних веґанських обідів.

## Діяльність
Організація влаштовує просвітницькі події різного формату: лекції, тренінги, зустрічі, дискусії, покази документальних фільмів тощо. Має власну благодійну продукцію.
До повномасштабного російського вторгнення в Україну регулярно організовували вуличні акції «Відкрий очі» у різних містах України. Під час яких активісти та активістки тримали екрани на яких транслювалися документальні матеріали про жорстоке поводження з тваринами, зокрема у: м'ясній, молочній, яєчній та хутровій промисловостях, та спілкувалися з перехожими про веґанство.
11 серпня 2020 року ГО «Кожна Тварина» запустила безплатний семиденний онлайн-курс для початківців у веґанстві «Веган-експрес». Учасникам та учасницям доступні матеріали з оглядом індустрій, що використовують тварин, поради щодо переходу на веґанський спосіб життя, добірки етичної продукції, рослинні раціони на день, відповіді на найпоширеніші питання. Станом на лютий 2023 року, відбулося 98 наборів курсу де взяли участь понад 8 тисяч осіб.
Улітку 2021 року організація вирушила у всеукраїнський веґан-тур десятьма містами України з показом документальної стрічки 2018 року «Панування», лекцією про веґанство, тренінгом для активістів та активісток, акцією «Відкрий очі» та «Подивись на світ їхніми очима», а також дегустацією рослинних страв. У межах акцій «Подивись на світ їхніми очима» за допомогою окулярів віртуальної реальності відвідувачам пропонували побачити тваринництво очима сільськогосподарських тварин.
У грудні 2021 року видали першу в Україні дитячу книгу про веґанство українською мовою — «Руки, лапи чи копита», друком у 100 примірників. За підтримки організації Supreme Master Ching Hai, чотири тисячі примірників книжки надрукували та роздали дітям-переселенцям у Польщі, а також дітям в Бучі, куди команда приїжджала з благодійним заходом у вересні 2022. Книгу поширюють в українських бібліотеках.
З початком російського вторгнення в Україну 2022 року активно підтримують веґанів та веґанок в Силах оборони України — надсилають їм веґанські харчові пайки. Створили проєкт Веганська Кухня України, у рамках якого безоплатно годують веганськими обідами вимушено переселених осіб, волонтерів та військовослужбовців сил територіальної оборони. Станом на лютий 2023 року роздали понад 62 тисячі безплатних веґанських обідів та відправили 760 посилок веганам в ТРО та ЗСУ.
Восени 2022 року провели лекторій про веґанство та спорт, а також два благодійних фестивалі «Веган Вікенд» — на обидвох подіях організація збирала кошти на підтримку Збройних Сил України.